# 인면어: 저주의 시작
인면어: 저주의 시작은 2019년에 개봉을 했지만 넷플릭스에서 공개가 된 대만의 공포영화다. 이 영화가 대만영화라 마신자 시리즈도 대만 공포영화다

## 줄거리
1. 기이한 사건이 일어나면서 일가족 전원이 비닐 봉지를 뒤집어 쓰면서 질식사 사건이 발생한다
2. 악귀의 봉인 결계가 깨져버려 빙의된 악귀를 물고기 속에 가둔다
3. 깨어났던 악귀가 슈베르트의 마왕이 시작된 가운데 그가 돌아온다